# Panhardstag

Schematisk illustration över panhardsstaget (markerat med rött).

Ett panhardstag är ett stag vanligen förekommande i hjulupphängningen på bilar och andra fordon med stel bakaxel. Staget sitter monterat med sin ena ände i den stela axeln och den andra änden i chassit. 
Panhardstag uppfanns av Panhard et Levassor och installerades 1930 på Panhard 6DS som första bilmodell.

## Funktion
Enkelt uttryckt är staget till för att förhindra att axeln rör sig i sidled i förhållande till fordonets chassi. Detta är särskilt viktigt i bilar med spiralfjädrar, vilka utan helt panhardstag förlorar mycket av sin stabilitet.